# Championnat de Libye de football 2021-2022
Navigation
Saison précédente Saison suivante
La saison 2021-2022 du Championnat de Libye de football est la quarante-neuvième édition du championnat de première division libyenne. Vingt clubs prennent part au championnat organisé par la fédération. Les équipes sont réparties en deux poules de dix où elles rencontrent leurs adversaires deux fois au cours de la saison. À l'issue du premier tour, les trois premiers de chaque groupe s'affrontent pour déterminer les qualifiés pour la Ligue des champions et pour la Coupe de la confédération et le champion de Libye. À la fin des rencontres des poules, les  derniers de chaque poule sont relégués, les avant-derniers disputent un barrage de maintien.

## Déroulement de la saison
La nouvelle saison débute en novembre 2021 avec vingt équipes réparties dans deux groupes. Après la première phase, les trois premiers de chaque poule se retrouvent pour un play-off final, qui pourrait être disputé à l'étranger.
Lors du play-off final, Al-Ittihad Tripoli et Al Ahly Tripoli se retrouvent à égalité de points, un match d'appui est nécessaire pour déterminer le champion, c'est Al-Ittihad Tripoli qui le remporte et empoche sont 18e titre de champion de Libye.

## Clubs participants
- Al Madina
- Khaleej Syrte
- Al Hilal Benghazi
- Al Tahaddy Benghazi
- Al Shat Tripoli
- Al Olympic Zaouia
- Asswehly Sports Club
- Al Nasr Benghazi
- Al Ahly Benghazi SC
- Al Ahly Tripoli
- Alakhdhar SC
- Al-Ittihad Tripoli
- Al Sadaqa
- Darnes Darnah
- Abu Salem SC
- Al Mahalla
- Shabab Al-Jabal
- Al-Ta'awon
- Al-Ittihad Misrata
- Al-Khums

## Compétition
L'ensemble des classements utilise le barème suivant :
- Victoire : 3 points
- Match nul : 1 point
- Défaite : 0 point

### Première phase
| Rang | Équipe              | Pts | J  | G  | N | P  | Bp | Bc | Diff |
| ---- | ------------------- | --- | -- | -- | - | -- | -- | -- | ---- |
| 1    | Al Ahly Benghazi SC | 44  | 18 | 14 | 2 | 2  | 27 | 7  | +20  |
| 2    | Al Nasr Benghazi    | 37  | 18 | 11 | 4 | 3  | 35 | 14 | +21  |
| 3    | Alakhdhar SC        | 36  | 18 | 10 | 6 | 2  | 37 | 14 | +23  |
| 4    | Al Hilal Benghazi   | 25  | 18 | 6  | 7 | 5  | 14 | 13 | +1   |
| 5    | Al-Sadaqa           | 21  | 18 | 5  | 6 | 7  | 14 | 20 | -6   |
| 6    | Al-Ta'awon          | 20  | 18 | 5  | 5 | 8  | 23 | 22 | +1   |
| 7    | Al Tahaddy Benghazi | 17  | 18 | 4  | 5 | 9  | 17 | 28 | -11  |
| 8    | Darnes Darnah       | 16  | 18 | 3  | 7 | 8  | 14 | 23 | -9   |
| 9    | Shabab Al-Jabal     | 16  | 18 | 4  | 4 | 10 | 15 | 34 | -19  |
| 10   | Khaleej Syrte       | 14  | 18 | 2  | 8 | 8  | 20 | 38 | -18  |

| Rang | Équipe               | Pts | J  | G | N | P  | Bp | Bc | Diff |
| ---- | -------------------- | --- | -- | - | - | -- | -- | -- | ---- |
| 1    | Al Ahly Tripoli      | 34  | 18 | 9 | 7 | 1  | 23 | 9  | +14  |
| 2    | Al-Ittihad Tripoli T | 32  | 18 | 9 | 5 | 4  | 22 | 13 | +9   |
| 3    | Al Olympic Zaouia    | 30  | 18 | 8 | 6 | 4  | 19 | 18 | +1   |
| 4    | Asswehly Sports Club | 28  | 18 | 7 | 7 | 4  | 24 | 15 | +9   |
| 5    | Al-Ittihad Misrata   | 26  | 18 | 6 | 8 | 4  | 18 | 13 | +5   |
| 6    | Al Mahalla           | 23  | 18 | 5 | 8 | 6  | 23 | 19 | +4   |
| 7    | Al Madina            | 21  | 18 | 4 | 9 | 5  | 15 | 18 | -3   |
| 8    | Abu Salem            | 20  | 18 | 4 | 8 | 6  | 9  | 18 | -9   |
| 9    | Al-Khums             | 17  | 18 | 3 | 8 | 7  | 14 | 18 | -4   |
| 10   | Al Shat Tripoli      | 4   | 18 | 0 | 4 | 14 | 5  | 31 | -26  |

- source
- Les clubs à la 9e place rencontrent chacun un club de deuxième division pour tenter de se maintenir. Après les barrages en aller-retour, les clubs de première division se maintiennent. Après les matchs de barrage, tous les clubs restent dans leur division respective.

### Phase finale
Le phase finale se jouera du 13 au 27 juillet 2022 en Tunisie avec la présence du VAR.  
Les trois premiers de poule se rencontrent dans un play-off pour déterminer le champion.
| Rang | Équipe               | Pts | J | G | N | P | Bp | Bc | Diff |
| ---- | -------------------- | --- | - | - | - | - | -- | -- | ---- |
| 1    | Al-Ittihad Tripoli T | 11  | 5 | 3 | 2 | 0 | 6  | 2  | +4   |
| -    | Al Ahly Tripoli      | 11  | 5 | 3 | 2 | 0 | 6  | 2  | +4   |
| 3    | Al-Akhdar SC         | 9   | 5 | 3 | 0 | 2 | 9  | 6  | +3   |
| 4    | Al Nasr Benghazi     | 4   | 5 | 1 | 1 | 3 | 4  | 7  | -3   |
| 5    | Al Ahly Benghazi SC  | 4   | 5 | 1 | 1 | 3 | 2  | 5  | -3   |
| 6    | Al Olympic Zaouia    | 3   | 5 | 1 | 0 | 4 | 1  | 6  | -5   |

Al-Ittihad Tripoli et Al Ahly Tripoli étant à égalité parfaite, un match d'appui est nécessaire pour déterminer le champion. Al-Ittihad Tripoli le remporte 2 à 1 et gagne son 18e titre de champion.

## Bilan de la saison
| Championnat de Libye de football 2021-2022 |                                |
| Champion                                   | Al-Ittihad Tripoli (18e titre) |
| Qualifications continentales               |                                |
| Ligue des champions de la CAF 2022-2023    | Al-Ittihad Tripoli             |
| Ligue des champions de la CAF 2022-2023    | Al Ahly Tripoli                |
| Coupe de la confédération 2022-2023        | Al-Akhdar SC                   |
| Coupe de la confédération 2022-2023        | Al Nasr Benghazi               |
| Promotions et relégations                  |                                |
| Promus en Premier League                   | Al-Soukour                     |
| Promus en Premier League                   | Asarya SC                      |
| Relégués en Second Division                | Khaleej Syrte                  |
| Relégués en Second Division                | Al Shat Tripoli                |